# Gudhem
Gudhem – miejscowość (tätort) w Szwecji, w regionie administracyjnym (län) Västra Götaland, w gminie Falköping.
Według danych Szwedzkiego Urzędu Statystycznego liczba ludności wyniosła: 429 (31 grudnia 2015), 439 (31 grudnia 2018) i 446 (31 grudnia 2019).